# Gerhard Eisenbrand
Gerhard Eisenbrand (* 30. Dezember 1940 in Frankfurt am Main) ist ein deutscher Toxikologe und Lebensmittelchemiker, der als Professor an der TU Kaiserslautern vor allem auf den Gebieten Chemische Kanzerogenese, Lebensmittel- und Umweltanalytik und Antitumor-Wirkstoffforschung tätig war.

## Biografie
Eisenbrand studierte von 1962 bis 1967 Pharmazie und Lebensmittelchemie an der Universität in Freiburg im Breisgau. 1968 wurde er wissenschaftlicher Mitarbeiter am Institut für Experimentelle Therapie. Seine Doktorarbeit erarbeitete Eisenbrand in der Forschergruppe Präventivmedizin am Max-Planck-Institut für Immunbiologie. 1971 wurde er promoviert. Von 1972 bis 1981 war Eisenbrand wissenschaftlicher Angestellter am Institut für Toxikologie und Chemotherapie am DKFZ in Heidelberg. 1977 habilitierte er sich für Lebensmittelchemie und Umwelttoxikologie im Fachbereich Chemie der Universität Stuttgart. 
Nachdem Eisenbrand 1980 einen Ruf auf eine Professur für Lebensmittelchemie an der Universität Münster abgelehnt hatte, wurde er 1981 auf eine Professur für Lebensmittelchemie und Umwelttoxikologie an die TU Kaiserslautern berufen. Im selben Jahr erhielt er die Anerkennung als Fachtoxikologe der Deutschen Gesellschaft für Pharmakologie und Toxikologie. 1982 wurde Eisenbrand Leiter der Fachrichtung Lebensmittelchemie und Umwelttoxikologie im Fachbereich Chemie der TU Kaiserslautern. 1985 bis 1986 war er Dekan des Fachbereichs Chemie.
Von 1991 bis 1993 war Eisenbrand Vorsitzender der Abteilung Experimentelle Krebsforschung der Deutschen Krebsgesellschaft und Mitglied des Vorstandes. Von 1995 bis 2013 leitete er als Vorsitzender die Senatskommission zur Beurteilung der gesundheitlichen Unbedenklichkeit von Lebensmitteln (SKLM) für die  Deutsche Forschungsgemeinschaft. 1998 erhielt er die Anerkennung als „Eurotox Certified Toxicologist“. Von 2008 bis 2010 war Eisenbrand Mitglied der BfR-Kommission für kosmetische Mittel. Er ist auch ein langjähriges Mitglied des International Life Science Institute in Washington, D.C.

## Publikationen (Auswahl)
- et al.: Toxikologie für Naturwissenschaftler und Mediziner. Stoffe, Mechanismen, Prüfverfahren Toxikologie für Naturwissenschaftler und Mediziner. Stoffe, Mechanismen, Prüfverfahren. Wiley-VCH, Weinheim 2005, ISBN 978-3-52730989-4.
- mit Peter Schreier: Römpp Lexikon, Lebensmittelchemie. Thieme, Stuttgart 2006, ISBN 978-3-13736601-0.
- N-Nitrosoverbindungen in Nahrung und Umwelt. Eigenschaften, Bildungswege, Nachweisverfahren und Vorkommen. Wissenschaftliche Verlagsgesellschaft, Stuttgart 1998, ISBN 978-3-80470600-2.
- mit Weici Tang: Chinese Drugs of Plant Origin. Chemistry, Pharmacology, and Use in Traditional and Modern Medicine. Softcover reprint of the original 1st ed. 1992 Edition. Springer, Berlin / Heidelberg 2011, ISBN 978-3-64273741-1.
- Lebensmittel und Gesundheit II. DFG, Wiley-VCH Weinheim 2009, ISBN 978-3-527-27519-9.
- Nahrungsmittelallergien und nahrungsbedingte Unverträglichkeiten. Symposium / Kurzfassung – Mitteilung 1 (Kommissionsmitteilungen). Wiley-VCH, 1996, ISBN 978-3-52727574-8.
- Hormonally Active Agents in Food: Symposium (DFG-Publikationen). Wiley-VCH, Weinheim 1998, ISBN 978-3-52727139-9.
- et al.: Carcinogenic and Anticarcinogenic Factors in Food. Symposium: Novel Concepts? – Symposium (DFG-Publikationen). Wiley-VCH, Weinheim 2000, ISBN 978-3-52727144-3.